# シェリー・マン
シェリー・マン（Shelly Manne、1920年6月11日 - 1984年9月26日）は、アメリカのジャズ・ドラマー。

## 来歴
1920年、アメリカニューヨーク州ニューヨーク市出身。
1953年から1962年まで、ウエストコーストジャズの代名詞的なレーベル、コンテンポラリー・レコードに自己名義・サイドメンとしての参加共に多数の録音を残した。特にバーニー・ケッセル、レイ・ブラウンと結成したユニット、ポール・ウィナーズは評価が高い。

## ディスコグラフィ

### リーダー・アルバム
- 『ザ・ウェスト・コースト・サウンド』The West Coast Sound (1953年、Contemporary) ※元々は1953年に10インチレコードとしてリリースされた。1956年にその他の録音と組み合わせて12インチ化。
- 『ザ・スリー&ザ・トゥー』"The Three" & "The Two" (1954年、Contemporary) ※元々は1954年に2枚の10インチレコードとしてリリースされた。1960年にこれらを組み合わせて12インチ化。
- 『スウィンギング・サウンズ』 - Swinging Sounds (1956年、Contemporary)
- 『シェリー・マン&ヒズ・フレンズ』 - Shelly Manne & His Friends (1956年、Contemporary)
- 『モア・スウィンギング・サウンズ』 - More Swinging Sounds (1956年、Contemporary)
- 『マイ・フェア・レディ』 - My Fair Lady (1956年、Contemporary)
- Li'l Abner (1957年、Contemporary)
- Concerto for Clarinet & Combo (1957年、Contemporary)
- The Gambit (1958年、Contemporary)
- Bells Are Ringing (1958年、Contemporary)
- 『シェリー・マンのピーター・ガン』 - Shelly Manne & His Men Play Peter Gunn (1959年、Contemporary)
- 『サン・オブ・ガン』 - Son of Gunn!! (1959年、Contemporary)
- 『アット・ザ・ブラック・ホーク』 - At the Black Hawk 1 (1959年、Contemporary)
- 『アット・ザ・ブラック・ホークVol.2』 - At the Black Hawk 2 (1959年、Contemporary)
- At the Black Hawk 3 (1959年、Contemporary)
- At the Black Hawk 4 (1959年、Contemporary)
- The Proper Time (1960年、Contemporary) ※同名映画のサウンドトラック。作曲はシェリー・マン自身。
- 『アット・ザ・マン・ホール』 - Ruth Price with Shelly Manne & His Men at the Manne-Hole (1961年、Contemporary) ※with ルース・プライス
- 『シェリー・マン&ヒズ・メン・アット・ザ・マンホール』 - Live! Shelly Manne & His Men at the Manne-Hole (1961年、Contemporary) ※2枚組LP。CD再発時は1枚ずつに分けて発売。
- Shelly Manne & His Men Play Checkmate (1961年、Contemporary)
- Sounds Unheard Of! (1962年、Contemporary)
- 『2 3 4』 - 2-3-4 (1962年、Impulse!)
- 『エンパシー』 - Empathy (1962年、Verve) ※with ビル・エヴァンス
- My Son the Jazz Drummer! (1962年、Contemporary)
- 『マイ・フェア・レディ』 - My Fair Lady with the Un-original Cast (1964年、Capitol)
- Manne–That's Gershwin! (1965年、Capitol)
- 『サウンズ!』 - Sounds! (1966年、Capitol) ※with ジャック・マーシャル
- 『ボス・サウンズ!』 - Boss Sounds! (1966年、Atlantic)
- 『ジャズ・ガン』 - Jazz Gunn (1967年、Atlantic)
- Daktari (1967年、Atlantic)
- 『ディープ・ピープル』 - Deep People (1968年、BYG) ※1951年-1952年録音 with ビル・ルッソ
- Young Billy Young (1969年、United Artists) ※映画『国境のかなたに明日はない』サウンドトラック。ほぼ全作曲をシェリー・マンが担当
- Outside (1969年、Contemporary)
- Alive in London (1970年、Contemporary)
- 『マンカインド』 - Mannekind (1972年、Mainstream)
- 『ホット・コールズ』 - Hot Coles (1975年、Flying Dutchman)
- 『ザ・ドラム・セッション』 - The Drum Session (1975年、Philips) ※with ルイ・ベルソン、ウィリー・ボボ、ポール・ハンフリー
- Perk Up (1976年、Concord) ※1967年録音
- Rex: Shelly Manne Plays Richard Rogers (1976年、Discovery)
- Essence (1977年、Galaxy)
- French Concert (1979年、Galaxy) ※1977年録音
- 『ジェミニ・スリー』 - Gemini Three (1979年、Yupiteru)
- Double Piano Jazz Quartet — In Concert at Carmelo's (1980年、Trend)
- 『ハリウッド・ジャム』 - Hollywood Jam (1981年、Atlas)
- 『フィンガリング』 - Fingering (1981年、Atlas)
- 『ビル・エヴァンスに捧ぐ』 - Goodbye For Bill Evans (1981年、Polydor) ※旧邦題『グッドバイ・フォー・ビル・エバンス』
- 『ワン・オン・ワン』 - One on One (1982年、Atlas) ※with ラス・フリーマン
- 『ザ・シェリー・マン・トリオ・ラスト・ライブ』 - The Shelly Manne Trio in Zurich (1984年、Contemporary)
- At the Black Hawk 5 (1991年、Contemporary) ※1959年録音
- 『ザ・ネイビー・スウィングス』 - The Navy Swings (2002年、Studio West) ※1961年-1970年録音